# Achillea barrelieri
Achillea barrelieri là một loài thực vật có hoa trong họ Cúc. Loài này được (Ten.) Sch.Bip. mô tả khoa học đầu tiên năm 1855.